# Cung điện d'Este
Palazzo Galmanini Portaluppi (còn được biết đến với tên gọi Palazzo d’Este) là một công trình kiến trúc dân cư lịch sử tại Milan, Ý, nằm ở số 23 đại lộ Viale Beatrice d'Este, tại góc giao với đường Luigi Anelli. Đây là một kiệt tác của thiết kế Ý và là biểu tượng của phong trào duy lý trong kiến trúc Ý vào những năm 1950.
Tòa nhà là tác phẩm của kiến trúc sư người Ý Gualtiero Galmanini, một nhân vật nổi bật trong phong trào kiến trúc hiện đại (Phong trào hiện đại) ở Ý – phong trào xuất hiện trong giai đoạn giữa hai cuộc thế chiến nhằm đổi mới tư duy thiết kế và quy hoạch đô thị.
Palazzo Galmanini Portaluppi là một công trình đặc biệt, thể hiện sự quan tâm tinh tế đến chi tiết kiến trúc. Thiết kế kết hợp giữa sự sang trọng tối giản và tính thẩm mỹ cao, dựa trên những yếu tố cơ bản của hình khối và ánh sáng. Cấu trúc của tòa nhà bao gồm hai mặt tiền chính bên ngoài và hai mặt trong, tạo nên sự hài hòa và đối thoại không gian.
Mặt tiền được trang trí bằng các viên khảm thủy tinh mosaic kích thước 20x20 mm, tạo bề mặt gợn sóng với hiệu ứng ánh sáng màu trắng và xám đầy sinh động. Thiết kế cho thấy sự kết hợp giữa các yếu tố cổ điển như tính đối xứng và độ chắc chắn, cùng với sự bất đối xứng hiện đại trong bố cục cửa sổ nhìn ra đường Anelli và đại lộ Beatrice d’Este. Cũng cần nhấn mạnh sự chính xác kỹ thuật và mức độ hoàn thiện cao trong xây dựng – những đặc điểm đặc trưng của Gualtiero Galmanini.

## Niên đại
- Thiết kế: 1953–1954
- Xây dựng hoàn tất: 1956
- Thời kỳ tham chiếu: 1953–1956

## Đặc điểm kiến trúc
- Kết cấu: dầm, cột và móng bằng bê tông cốt thép
- Tường và sàn: bê tông cốt thép kết hợp gạch
- Mặt tiền: khảm thủy tinh màu (Tessera) 20x20 mm, tông màu trắng; đá travertine Ropalano đánh bóng
- Mái: sân thượng kết hợp vườn trên mái
- Khung cửa: nhôm anot hóa